# Kiotina quadrituberculata
Kiotina quadrituberculata és una espècie d'insecte plecòpter pertanyent a la família dels pèrlids.

## Descripció
- Els adults són, en general, de color marró fosc a negre amb el cap negre i el pronot també negre, tot i que amb els marges laterals pàl·lids. Les vores de les ales són pàl·lides i contrasten amb la resta de la membrana de l'ala que és de color marró fosc. Antenes i potes de color marró fosc a negre.
- Les ales anteriors del mascle fan entre 15 i 16 mm de llargària.
- Ni la femella ni la larva no han estat encara descrites.[5]

## Hàbitat
En el seu estadi immadur és aquàtic i viu a l'aigua dolça, mentre que com a adult és terrestre i volador.

## Distribució geogràfica
Es troba a Àsia: la Xina (Fujian).